# Black Doves
Black Doves ist eine britische Spionage-Fernsehserie in sechs Folgen mit Keira Knightley und Ben Whishaw in den Hauptrollen. Die Serie handelt von einer Spionin, die zusammen mit einem Berufskiller die Mörder ihres Geliebten sucht. Die erste Staffel wurde ab dem 5. Dezember 2024 auf Netflix gezeigt. Bereits vor Serienstart wurde eine zweite Staffel angekündigt.

## Inhalt
Helen Webb arbeitet als Spionin für die private Organisation Black Doves, die ihre Erkenntnisse an den Meistbietenden verkauft. Gleichzeitig ist sie seit zehn Jahren mit einem britischen Politiker verheiratet, auf den sie angesetzt war und der mittlerweile zum Verteidigungsminister aufgestiegen ist, und hat mit ihm zwei Kinder. Sowohl ihr Privat- als auch ihr Berufsleben gerät außer Kontrolle, als ihr Geliebter Jason, ein Ministeriumsangestellter, ermordet wird und klar wird, dass er in eine größere Verschwörung verwickelt war. Auch Helens Leben ist deswegen in Gefahr, worauf ihre Chefin den Auftragskiller Sam Young zu ihrem Schutz engagiert. Gemeinsam mit ihm geht sie daraufhin auf Rachefeldzug.

## Hintergrund
Die Serie, für die Keira Knightley auch als Executive Producerin verantwortlich zeichnet, wurde von Netflix im April 2023 angekündigt. Die erste Staffel wurde im Oktober 2023 an verschiedenen Orten in London und Rom gedreht, unter anderem am Strand und an der Golden Jubilee Bridge in der britischen sowie an der Spanischen Treppe in der italienischen Hauptstadt.

## Besetzung und Synchronisation
Die deutschsprachige Synchronisation erfolgte durch die FFS Film- & Fernseh-Synchron nach einem Dialogbuch von Marianne Groß und unter der Dialogregie von Sarah Riedel.
| Rolle                         | Schauspieler         | Synchronsprecher  |
| ----------------------------- | -------------------- | ----------------- |
| Helen Webb                    | Keira Knightley      | Giuliana Jakobeit |
| Sam Young                     | Ben Whishaw          | Tobias Nath       |
| Reed                          | Sarah Lancashire     | Sabine Falkenberg |
| Wallace Webb                  | Andrew Buchan        | Alexander Doering |
| Jason Davies                  | Andrew Koji          | Julien Haggège    |
| Jacqueline Webb               | Charlotte Rice-Foley | Romina Köhler     |
| Oliver Webb                   | Taylor Sullivan      | Artur Lacdao      |
| Alex Clark                    | Tracey Ullman        | Heide Domanowski  |
| Andy                          | Julian Wadham        | Lutz Riedel       |
| Premierminister Richard Eaves | Adeel Akhtar         | Sascha Rotermund  |

## Episodenliste

### Staffel 1
| Nr. (ges.) | Nr. (St.) | Deutscher Titel             | Originaltitel          | Erstausstrahlung USA | Deutschsprachige Erstveröffentlichung (D) | Regie        | Drehbuch   |
| ---------- | --------- | --------------------------- | ---------------------- | -------------------- | ----------------------------------------- | ------------ | ---------- |
| 1          | 1         | Auf die Liebe               | To Love Then           | 5. Dez. 2024         | 5. Dez. 2024                              | Alex Gabassi | Joe Barton |
| 2          | 2         | Eine kleine Black Dove      | A Little Black Dove    | 5. Dez. 2024         | 5. Dez. 2024                              | Alex Gabassi | Joe Barton |
| 3          | 3         | Die anbrechende Nacht       | The Coming Night       | 5. Dez. 2024         | 5. Dez. 2024                              | Alex Gabassi | Joe Barton |
| 4          | 4         | Kann'n bisschen laut werden | Go Bang Time           | 5. Dez. 2024         | 5. Dez. 2024                              | Lisa Gunning | Joe Barton |
| 5          | 5         | Dafür kostet es zu viel     | The Cost of It All     | 5. Dez. 2024         | 5. Dez. 2024                              | Lisa Gunning | Joe Barton |
| 6          | 6         | Mitten im kalten Winter     | In the Bleak Midwinter | 5. Dez. 2024         | 5. Dez. 2024                              | Lisa Gunning | Joe Barton |

## Rezeption
Die Serie erhielt weitgehend positive Kritiken. Bei Rotten Tomatoes sind 98 % der Kritiken positiv, basierend auf 41 Wertungen. Die Publikumsbewertung ist zu 70 % positiv. Bei Metacritic erhält Black Doves eine Bewertung von 79/100, basierend auf 25 Rezensionen.
Oliver Armknecht lobt die Serie bei film-rezensionen.de als „unterhaltsam und kurzweilig“ und attestiert ihr „ein passendes Tempo“ und „die richtige Balance aus den unterschiedlichen Bestandteilen.“

### Auszeichnungen
Critics’ Choice Television Awards 2025
- Nominierung als beste Hauptdarstellerin in einer Dramaserie für Keira Knightley

Golden Globe Awards 2025
- Nominierung als beste Serien-Hauptdarstellerin – Drama für Keira Knightley